# Tangou

O pereche dansând tango

Tangoul este un dans și gen muzical care a apărut în orașele Buenos Aires, Argentina și Montevideo, Uruguay și s-a răspândit ulterior în toată lumea, dezvoltându-se diferite variante care mai de care mai pasionale si frumoase.
Melodiile sale emoționante și senzuale sunt un amestec de pasiune și nostalgie, precum și o formă de dialog între epoci. În anul 2009 a fost introdus pe lista Unesco.
Orchestre precum au fost cele conduse în trecut de Juan d'Arienzo⁠(d), Francisco Canaro și Aníbal Troilo⁠(d) sunt definitorii pentru sunetul tangoului, așa cum este cunoscut astăzi. În prima jumătate a secolului al XX-lea au existat mai multe orchestre specializate în interpretarea tangourilor (și a dansului precursor milonga⁠(d)). Orchestrele sud-americane purtau de obicei numele șefului de orchestră, însoțite de denumirea „y su orquesta tipica”.
Din septembrie 2009, tangoul argentinian⁠(d) figurează pe lista patrimoniului cultural imaterial al umanității UNESCO.

## Galerie de imagini

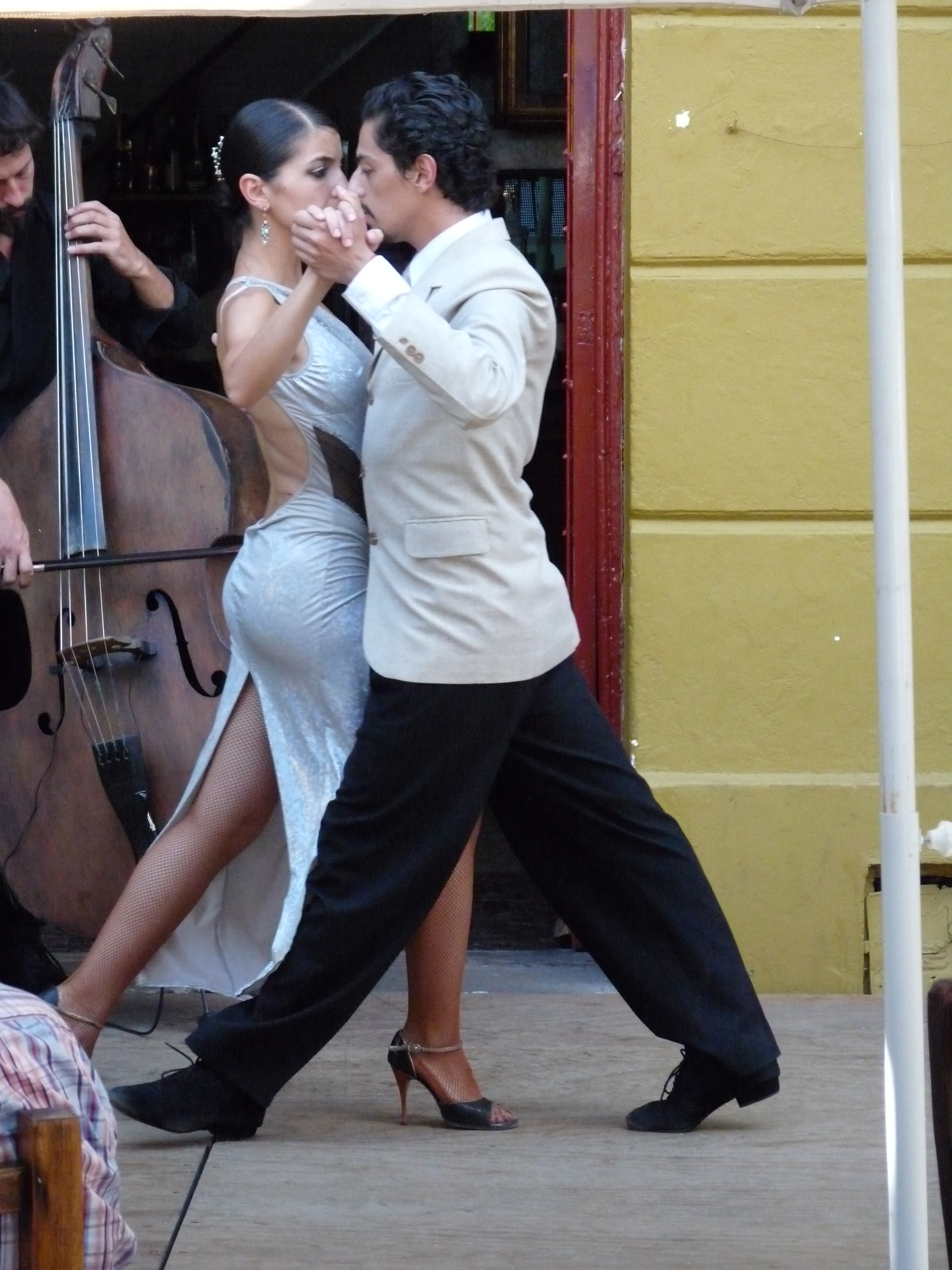
Cuplu de dansatori
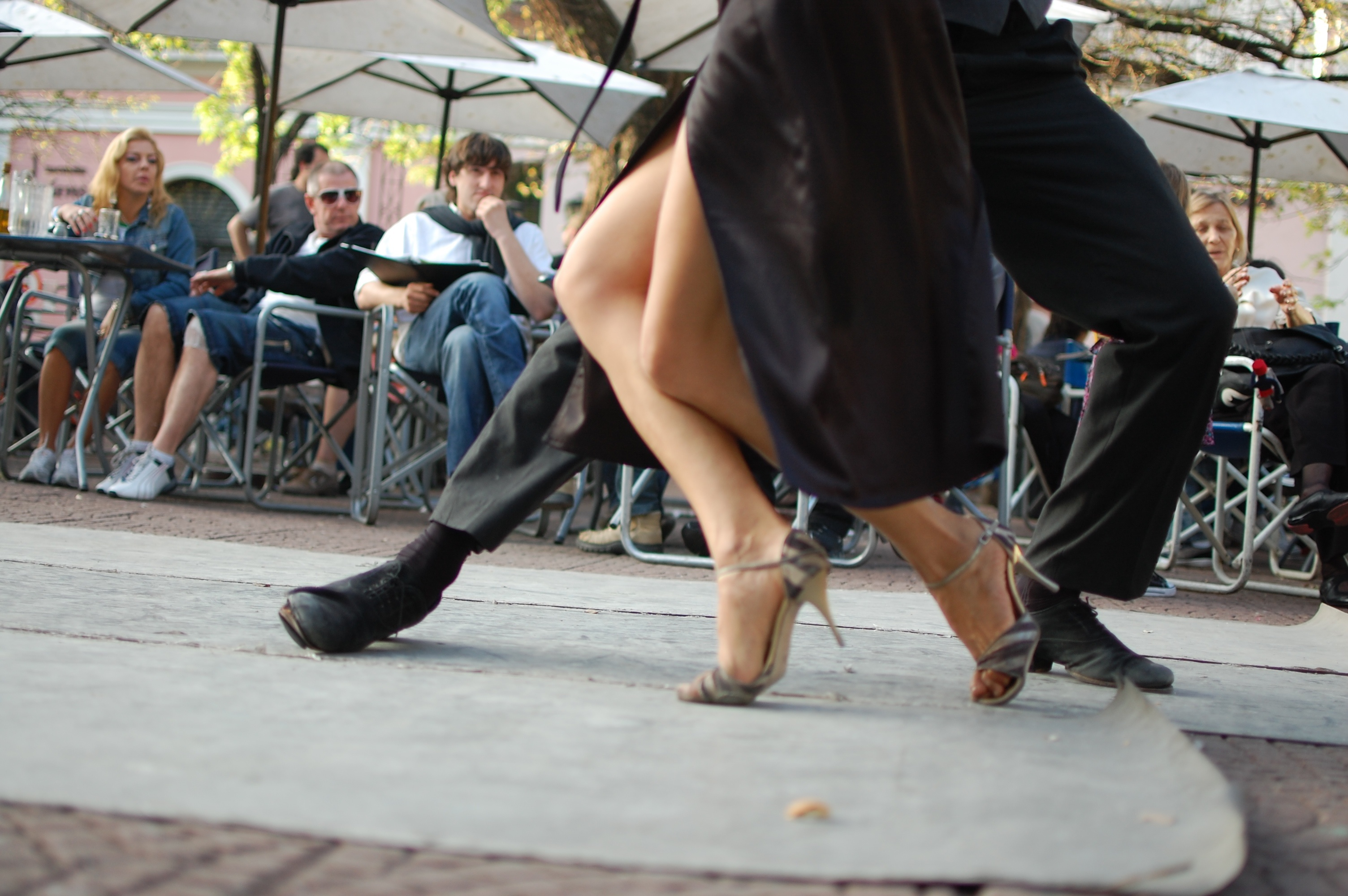
Tango dansat în San Telmo, Buenos Aires
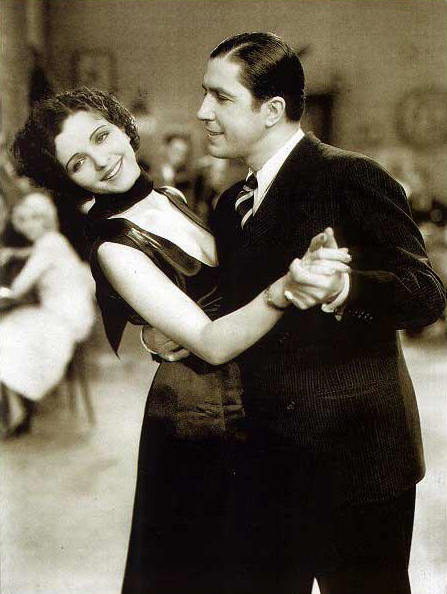
Carlos Gardel dansând tangou cu actrița Mona Maris (instantaneu dintr-un film din 1934)